# Réclamation client
Selon l'Association pour le Management de la Réclamation Client, la réclamation client est l’expression (ou la manifestation) d’une insatisfaction (ou d’un mécontentement, d’une déception) qu’un client (à prendre au sens large : consommateur, prospect, réseau, riverain…) attribue à un organisme (entreprise,...) et dont il demande le traitement (et la non-récidive).
Lorsque l'organisme visé est une administration, dont le client est alors un assujetti, la réclamation s'apparente à une plainte auprès de cette autorité, en vue de faire reconnaître l’existence d’un préjudice et/ou d'un droit du client.

## Les évolutions de la législation pour améliorer la défense du consommateur en cas de réclamations ou de litiges
Une réclamation qui n'aboutit pas à ce que le client soit satisfait peut alors se transformer en litige.
Certains domaines ont d'ailleurs créé un service chargé de gérer les escalades avec le service national consommateur (comme dans les Télécoms avec Orange (entreprise), Free (entreprise) ou SFR).
En cas de litige, le consommateur français bénéficie de différentes solutions non contentieuses tels que l'accès à la médiation à la consommation (transposition de la directive Européenne : 2013/11/UE visant à faciliter la résolution en ligne des litiges ou REL) et dispose également de la possibilité de déposer une plainte auprès de la DGCCRF au travers de son service territorial, la DDPP (Direction Départementale de la protection des populations).
En raison des achats de plus en plus nombreux auprès de sociétés implantées hors du territoire, l'Union Européenne a mis en place une plateforme de "Règlement en ligne des litiges" qui doit faciliter le règlement de litiges transfrontaliers, c'est-à-dire avec des sociétés dont le siège social est en dehors de France (e-commerçants ou compagnies aériennes).
Le baromètre de la DGCCRF en 2018 établissait que les principaux contributeurs aux réclamations étaient : une pratique commerciale trompeuse (20 %) ; un litige lié au démarchage à domicile ou téléphonique (6 %) ; la contestation d’un prix ou du montant d’une facture (5 %). Les autres réclamations concernaient des plaintes pour escroquerie (4 %), une mauvaise information sur les prix (3 %), des problèmes de malfaçon ou de mauvaise exécution d’un service, ou de non-exécution (3 %). Les autres pratiques signalées représentent des taux inférieurs à 2 %.
Avec l'avènement voulu par l’État français de l'État plateforme, des plateformes permettant une résolution rapide et numérique des réclamations voient le jour telle que RéclameICI ou les plateformes d'Etat telles que SignalConso (en version beta) de la DGCCRF ou de manière sectorielle comme JAlertelArcep de l'Arcep qui permet de remonter des problèmes de qualité de service dans les Télécoms.
Ces différentes plateformes visent à donner une possibilité digitale de résolution des réclamations et des litiges tout en mesurant plus efficacement la qualité de service ou la réputation en ligne des sociétés.

## La réclamation comme source de l’amélioration du fonctionnement de l’entreprise
Une réclamation indique en fait deux écarts :
- la présence d’une non-conformité ou un décalage entre qualité attendue et qualité perçue ;
- l’absence de contrôle qualité ou en tout cas la non-détection de cette anomalie par le prestataire.

La réclamation est le premier indicateur qualité d’une entreprise : il indique des sources d’amélioration pour toutes les fonctions de l’entreprise.
Depuis quelques années se sont généralisées les stratégies dites multicanal.
Le terme de multicanal est généralement un raccourci pour marketing ou stratégie multicanal. Le multicanal désigne le phénomène d’utilisation simultanée ou alternée des différents canaux de contact pour la commercialisation des produits et / ou la relation client et donc notamment pour faciliter et coordonner les remontées de réclamation.
La difficulté apparente à joindre certains services clients est l'un des points de friction principaux à corriger, et les solutions multicanales mises en place par les marques ces dernières années (permettant une remontée des réclamations par différents points de contact tels que e-mail, centre d'appels, chat) doivent prêter attention à la complémentarité et la cohérence des différents canaux.
Selon RéclameICI, un service client de qualité ou un service client Premium est un service client qui vise à résoudre rapidement les réclamations remontées par les consommateurs pour apporter une meilleure satisfaction et donc une fidélisation à long terme du client et ce quel que soit le canal de communication avec la marque.
Différents indicateurs sont utilisés pour mesurer la qualité au sein des directions de service client et donc leurs capacités à bien gérer la réclamation.
- Le CSAT, ou Score de SATisfaction client, est généralement mesuré par un questionnaire de satisfaction simple (oui/non) ou au travers d'une notation sous forme d'étoiles ou de smileys.
- Le NPS (Net Promoter Score) actuellement très populaire est généralement plébiscité aussi bien par la direction que par les opérationnels, car l’indicateur est facile à lire et à suivre dans le temps. Il est cependant parfois décrié pour son côté arbitraire. En effet, selon la méthodologie NPS, les notes de 9 à 10 sont les consommateurs promoteurs, les notes de 7 à 8 sont les consommateurs passifs, et les détracteurs de 0 à 6.

Le pilotage par les indicateurs doit cependant être réalisé de manière à ne pas couper la marque des remontées du terrain que sont les réclamations.
De nombreuses marques ont axé leurs efforts sur la satisfaction client et considère les réclamations comme une source d'amélioration de l'entreprise.
Ainsi Bill Gates, le PDG de Microsoft disait "Vos clients les plus insatisfaits sont votre plus grande source d'apprentissage". Ou Encore Jeff Bezos, le PDG d'Amazon "Nous considérons nos clients comme des invités, à une fête où nous sommes les hôtes. C'est notre job d'améliorer leur expérience un peu plus chaque jour".
Ainsi, la bonne gestion de la réclamation apparaît comme la clef de voute de l'Expérience client.